# Weston (Weymouth and Portland)
Weston – wieś w Anglii, w hrabstwie Dorset, w dystrykcie (unitary authority) Dorset, na wyspie Portland. Leży 19 km od miasta Dorchester. W 2016 miejscowość liczyła 6222 mieszkańców.